# Thomas Johns Perry
Thomas Johns Perry (ur. 17 lutego 1807 w Cumberland, Maryland, zm. 27 czerwca 1871 w Cumberland, Maryland) – amerykański polityk i prawnik związany z Partią Demokratyczną. W latach 1847–1849 przez jedną kadencję Kongresu Stanów Zjednoczonych był przedstawicielem drugiego okręgu wyborczego w stanie Maryland w Izbie Reprezentantów Stanów Zjednoczonych.